# Wegneria scaeozona
Wegneria scaeozona är en fjärilsart som beskrevs av Edward Meyrick 1920. Wegneria scaeozona ingår i släktet Wegneria och familjen äkta malar.
Artens utbredningsområde är Kenya. Inga underarter finns listade i Catalogue of Life.